# ジェナ・マティソン
ジェナ・マティソン（Jenna Mattison）は、アメリカ合衆国の女優、脚本家。

## 出演作品
- ザ・セフレ ＳＥＸ・フレンズ

## 脚本
- ギャング・イン・L.A.